# Handelsblatt
Handelsblatt es el primer periódico económico de Alemania. Perteneciente a la editorial Handelsblatt dentro del grupo Holtzbrinck.
El primer número apareció el 16 de mayo de 1946. Desde 1999 colabora con la editorial Dow Jones, propietaria del periódico The Wall Street Journal y de la revista Barron´s.
Handelsblatt es un periódico obligatorio para las bolsas de Fráncfort del Meno y Düsseldorf. Tiene una tirada de 125.811 ejemplares, lo que supone un descenso del 22% desde 1998. En 2017, fue nombrado «Mejor periódico de Europa» en los European Newspaper Awards. Según el GPRA Trust Index, Handelsblatt fue el diario más fiable de Alemania en 2016. En 2020, fue el periódico económico más citado de Alemania.